# 膳亀信行
膳亀 信行（ぜんがめ のぶゆき、1964年5月27日 - ）は、日本の元サッカー選手、サッカー指導者。現役時代のポジションはゴールキーパー (GK)。

## 来歴
静岡県清水市（現・静岡市清水区）に生まれる。小学校5年生でサッカーを始め、6年生からGKを務めた。静岡県立清水東高等学校に進学し、1年生時からレギュラー選手となる。全国高等学校総合体育大会サッカー競技大会（インターハイ）では1年生時から連覇を達成する一方、全国高等学校サッカー選手権大会では2年生時まで優勝を経験できなかった。膳亀の学年は1学年上に沢入重雄、反町康治、望月達也、1学年下に長谷川健太、大榎克己、堀池巧がおり、彼らに挟まれた「谷間の年」と言われたが、3年生時の1982年度の第61回全国高等学校サッカー選手権大会（3年生は進学を控えた時期の大会ながら9人が部に残留）では準決勝まで4戦連続で完封、決勝の山梨県立韮崎高等学校戦で1点を失ったものの4-1で勝利し、清水東高校に初の全国優勝をもたらした。
順天堂大学に進学して卒業後は母校の清水東高校をはじめ、静岡県立富士東高等学校・静岡県立静岡高等学校で監督を務めた。
2020年時点では静岡県立科学技術高等学校サッカー部部長や静岡県サッカー協会技術委員長といった役職に就いている。